# WASP-1
WASP-1 es una estrella perteneciente a la  Constelación de Andrómeda. La ronda un planeta extrasolar, llamado WASP-1b.